# Karl Müller (micólogo)
Karl Müller de Sttugart ( 1820 - 1889 ) fue un botánico, micólogo, alemán , aborigen de Allstedt.

## Algunas publicaciones
- La abreviatura «Müll.Stuttg.» se emplea para indicar a Karl Müller como autoridad en la descripción y clasificación científica de los vegetales.[1]